# Hôpital universitaire de Lund
L'hôpital universitaire de Lund (suédois : Universitetssjukhuset i Lund) est un hôpital régional situé à Lund en Scanie. Il a fusionné en 2010 avec l'hôpital universitaire Mas de Malmö, formant ainsi l'hôpital universitaire de Scanie.
En 2008, il comptait environ 7 700 employés, 980 lits pour un budget total de 5,9 milliards de couronnes suédoises (soit près de 600 millions d'euros). L'hôpital compte plusieurs divisions hautement spécialisées, dans le domaine de la neurochirurgie, de la chirurgie thoracique et de la pédiatrie. Les patients de tout le sud de la Suède ayant besoin de soins spéciaux y sont souvent envoyés.

## Histoire
L'hôpital fut fondé en 1768 et est l'un des plus anciens hôpitaux de Suède. Initialement, il était composé de plusieurs petits bâtiments répartis dans toute la ville. En 1864 fut construit le bâtiment dit Gamla Kirurgen, mais il apparut vite que ces locaux ne suffiraient pas. Ainsi, juste avant la Première Guerre mondiale fut inauguré un important complexe près de l'église de Tous-les-Saints. Ces bâtiments sont de nos jours utilisés par l'université de Lund.
Dans les années 1940, l'hôpital commença à s'étendre au nord de la bibliothèque universitaire de Lund. En 1951, un nouveau bâtiment de cinq étages en briques fut construit pour accueillir la division pédiatrique. Le manque croissant de place a amené la construction entre 1964 et 1968 du bâtiment principal, un des plus grands bâtiment de Lund : douze étages, sans compter les sous-sols, soit une hauteur de 55 m. Il fut inauguré par le premier ministre Tage Erlander. En 2004, un héliport fut installé sur le toit de ce bâtiment.

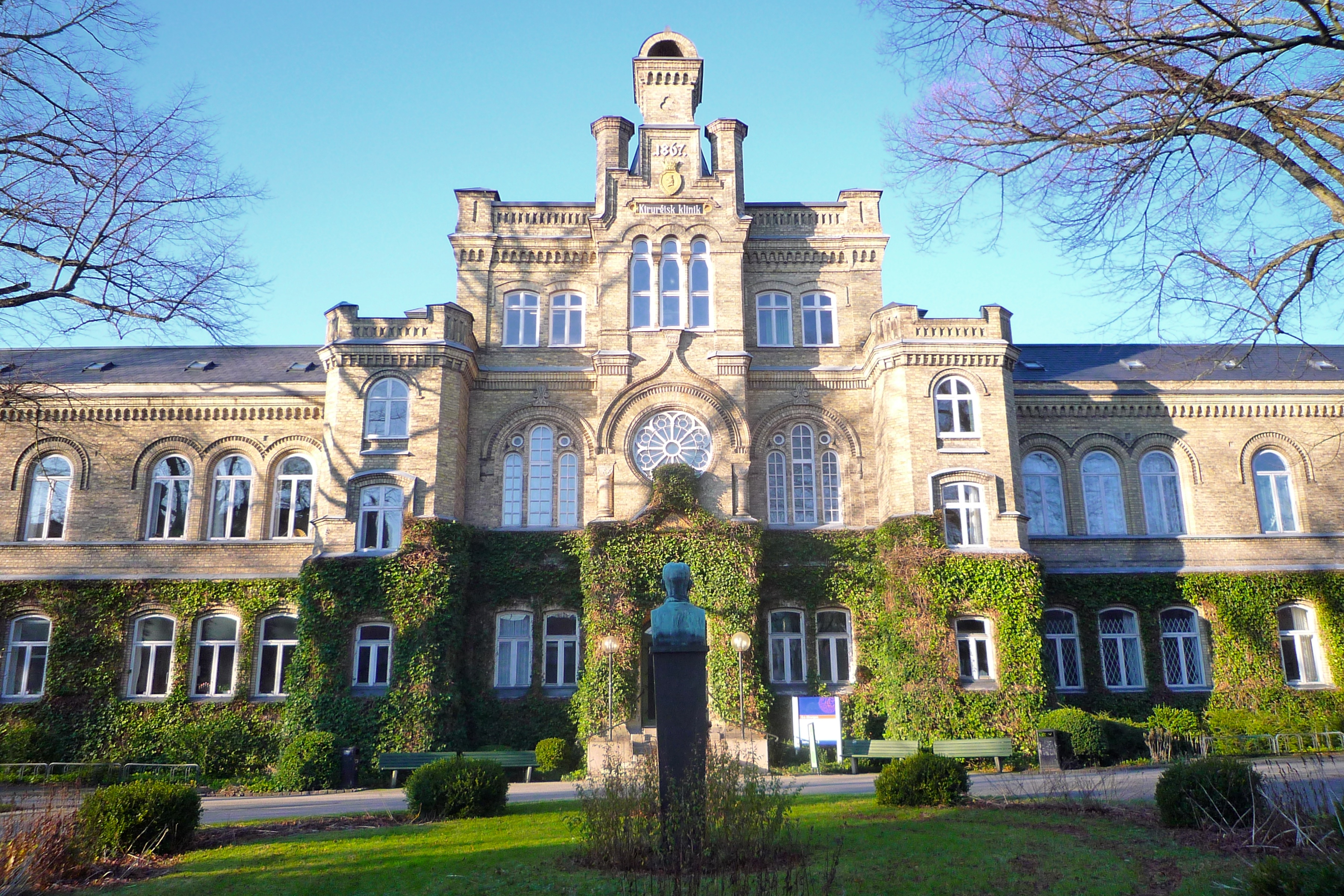
Le bâtiment Gamla Kirurgen.